# Joe Blade II
Joe Blade II is een computerspel dat werd ontwikkeld en uitgegeven door Players Software. Het actiespel kwam in 1988 uit voor diverse homecomputers. In 1990 volgde een release voor DOS en de Commodore Amiga.

## Platforms
| Jaar | Platform                                                                                                |
| ---- | --- |
| 1988 | Amstrad CPC, Atari 8-bit, Atari ST, BBC Micro, Commodore 64, Electron, Commodore 16 Plus/4, ZX Spectrum |
| 1990 | Amiga, DOS                                                                                              |

## Ontvangst
| Beoordeeld door                         | Jaar | Platform     | Score |
| --------------------------------------- | ---- | ------------ | ----- |
| Computer and Video Games (CVG)          | 1990 | Atari ST     | 84%   |
| ASM (Aktueller Software Markt)          | 1988 | Commodore 64 | 72%   |
| Atari Gamer - XL-XE Game Review Edition | 2013 | Atari 8-bit  | 40%   |